# جويس تشنغ
جويس تشنغ هي مغنية وكاتِبة وعارضة وممثلة كندية، ولدت في 30 مايو 1987 بفانكوفر في كندا.

## وصلات خارجية
- جويس تشنغ على موقع IMDb (الإنجليزية)
- جويس تشنغ على موقع ميوزك برينز (الإنجليزية)